# Neolitski Orkney
Neolitski Orkney čini skupina neolitskih spomenika na otoku Mainland u Orkneyu, na sjeveru Škotske. Pod imenom "Srce neolitskog Orkneya" upisani su 1999. godine na UNESCO-ov popis mjesta svjetske baštine u Europi.
Spomenici u srcu neolitskog Orkneya i Skara Brae su trijumf ljudskog duha u ranoj ljudskoj povijesti u izoliranim mjestima. Oni su otprilike suvremenici mastaba arhajskog doba Egipta (prva i druga dinastija), zigurata u Sumeru i prvim gradovima Harappa kulture u Indiji, a stoljeće ili dva ranije od zlatnog doba Kineske povijesti. Neuobičajeno fine izrade za njihovo vrijeme, i s izuzetno bogatim nalazom dokaza, ti lokaliteti stoje kao vidljivi simbol dostignuća ranih naroda udaljenih od tradicionalnih središta civilizacije ... Stenness je jedinstven rani izraz ritualnih običaja ljudi koji su pokopali svoje mrtve u grobove kao što Maes Howe i živjeli u naseljima kao što su Skara Brae.

## Arheološki lokaliteti
Zaštićeni spomenik se sastoji od četiri arheološka lokaliteta:
| Slika | Ime                                                    | Lokacija | Provincija | Koordinate                                | Bilješke |
| ----- | ------------------------------------------------------ | -------- | ---------- | ----------------------------------------- | --- |
|       | Maeshow ili Maes How                                   | Mainland | Orkney     | 58°59′46″N 3°11′20″E / 58.996°N 3.189°E   | Kameni tumul koji izvana izgleda kao kupolni zemljani humak promjera 35 m i visine 7,3 m, s jarkom širine 14 m koji ga okružuje, iz oko 3.000. pr. Kr. Unutra se nalazi grobnica koja je postavljena tako da je kroz dugi prolaz osvjetljena za zimskog solsticija. Kada su je poharali Vikinzi u 9. st., ostavili su najveću kolekciju runa na svijetu.                                                                                                |
|       | Stojeće kamenje Stenessa (Standing Stones of Stenness) | Mainland | Orkney     | 58°59′38″N 3°12′28″E / 58.9939°N 3.2077°E | Četiri plosnata kamena preostala od 12 koji su činili neolitski kromleh iz oko 3.000. pr. Kr. Tri su visoki 5 m, a najviši ima 6 m. |
|       | Prsten Brodgara                                        | Mainland | Orkney     | 59°00′07″N 3°13′43″E / 59.0020°N 3.2287°E | Najsjevernije svetište od kamenja (kromleh) u krugu promjera 104 m, izvorno od 60 kamenja ukopani u jarku 3 x 10 m. |
|       | Skara Brae                                             | Mainland | Orkney     | 59°01′32″N 3°12′13″E / 59.0255°N 3.2035°E | Najstarije sačuvano neolitsko kameno naselje (3.180. – 2.500. pr. Kr.) koje se sastoji od zbijenih kuća uz morsku obalu s iznimno uređenim interijerom u kamenu. "Škotski Pompeji", kako ih zovu, su sačuvani jer ih je prekrio morski pijesak do njihova otkrića 1850. godine. Tu su pronađeni mnogi nalazi koji svjedoče o lončarstvu, pekarstvu, lovu, stočarstvu i uzgoju školjaka, ali i radionica gdje su pronađene "Izrezbarene kamene loptice". |

Godine 2008., iskapajući između Prstena Brodgara i Stojećeg kamenja Stennesa, znanstvenici su otkrili još jedno neolitsko naselje koje je nazvano Ness Brodgara. Na tom lokalitetu su 2010. godine iskopani ostaci velike građevine, s kamenim pločama dekoriranima geomatrijskim urezima i masivnim oslikanim kamenim zidom, koju su nazvali neolitskom "katedralom".

## Poveznice
- Neolitska umjetnost
- Megalitska kultura

## Vanjske poveznice
- Meashow na Orkneyjar  Arhivirana inačica izvorne stranice od 16. lipnja 2017. (Wayback Machine)
- Standing Stones o' Stenness  Arhivirana inačica izvorne stranice od 7. lipnja 2017. (Wayback Machine)
- Ring o' Brodgar  Arhivirana inačica izvorne stranice od 15. srpnja 2017. (Wayback Machine)
- Skara Brae  Arhivirana inačica izvorne stranice od 5. svibnja 2016. (Wayback Machine)